# جون کوانگ ریول
جون کوانگ ریول (کره‌ای: 전광렬؛ زادهٔ ۱۱ فوریه ۱۹۶۰) بازیگر اهل کره جنوبی است. او بیشتر به خاطر ایفای نقش در مجموعه‌های تلویزیونی هو جون، افسانه جومونگ در نقش گوموا، نان، عشق و رؤیاها و افسانه اوک‌نیو شناخته می‌شود.

## مجموعه تلویزیونی
- ۱۹۹۴ جاه طلبی
- ۱۹۹۴ بیمارستان عمومی
- ۱۹۹۹ هور جون
- ۲۰۰۲ داستان سلطنتی: جانگ هی بین
- ۲۰۰۶ افسانه جومونگ
- ۲۰۰۷ پادشاه و من
- ۲۰۱۰ نان، عشق و رؤیاها
- ۲۰۱۱ بک دونگ سو دلاور
- ۲۰۱۲ نورها و سایه‌ها
- ۲۰۱۶ افسانه اوک‌نیو
- ۲۰۱۶ قمارباز سلطنتی
- ۲۰۲۱ باد، ابر و باران